# LION HEART
「LION HEART」（ライオン・ハート）は、2015年8月19日に韓国で発売された少女時代の5枚目のフルアルバムである。

## 概要
前作「I Got a Boy」からおよそ1年8か月ぶりとなる今作は、先行シングル「PARTY」に加えて、ダブルタイトル曲である「Lion Heart」「You Think」の他、日本で発売されたアルバム「THE BEST 〜New Edition〜/THE BEST 〜Standard Edition〜」に収録されていた「Show Girls」を始めとする全12曲で構成されている。8月18日の正午から半分の収録曲である6曲を公開し、残り6曲を次の日の深夜に公開した。
Gaonチャートの2015年の年間販売枚数は145,044枚で、前作4thフルアルバム「I Got a Boy」の2013年の年間販売枚数(293,302枚)から半減し、2014年のミニアルバム「Mr.Mr.」の販売枚数(163,209枚)をも下回る結果となり、2010年にGaonチャートが集計を始めた以降に発売された少女時代の韓国フルアルバムおよびミニアルバムの中で過去最低の販売数となった。

## 収録曲
1. Lion Heart
2. You Think
3. PARTY
4. One Afternoon
5. Show Girls
6. Fire Alarm
7. Talk Talk
8. Green Light
9. Paradise
10. Check
11. Sign
12. Bump It